# Heuchelheim (Hesja)
Heuchelheim – miejscowość i gmina w Niemczech, w kraju związkowym Hesja, w rejencji Gießen, w powiecie Gießen. 30 czerwca 2015 liczyła 7471 mieszkańców.